# Volta (album)
 For alternative betydninger, se Volta. (Se også artikler, som begynder med Volta)
Volta er den islandske sangerinde Björks sjette studiealbum. Albummet består af ti nye sange og blev udsendt i 2007.
Albummet er blevet modtaget med overvejende rosende anmeldelser af den danske presse.

## Numre
| #  | Titel                                                                                             | Længde |
| -- | ------------------------------------------------------------------------------------------------- | ------ |
| 01 | "Earth Intruders" (co-produceret med Timbaland)                                                   | 4:39   |
| 02 | "Wanderlust"                                                                                      | 7:25   |
| 03 | "The Dull Flame of Desire" (duet med Antony Hegarty)                                              | 7:30   |
| 04 | "Innocence" (co-produceret med Timbaland)                                                         | 4:27   |
| 05 | "I See Who You Are" (med Min Xiao-Fen)                                                            | 4:06   |
| 06 | "Vertebrae by Vertebrae"                                                                          | 5:23   |
| 07 | "Pneumonia"                                                                                       | 5:12   |
| 08 | "Hope" (co-produceret med Timbaland)                                                              | 3:37   |
| 09 | "Declare Independence"                                                                            | 4:40   |
| 10 | "My Juvenile" (duet med Antony Hegarty og Min Xiao-Fen medvirker)                                 | 4:03   |
| 11 | "I See Who You Are" (Mark Bell Mix) (bonusnummer i UK og Japan samt ved forudbestlling på iTunes) | 4:06   |
| 12 | "Earth Intruders" (Mark Stent Extended Edit) (bonusnummer på iTunes)                              | 4.26   |
| 13 | "Innocence" (Mark Stent Mix) (bonusnummer på iTunes)                                              | 4.21   |

## Danske anmeldelser
- Gaffa (6/6) Arkiveret 14. maj 2010 hos  Wayback Machine
- "Björk – en udstrakt hånd", Soundvenue (4/6) Arkiveret 5. december 2011 hos  Wayback Machine
- '"Unikt album med politiske undertoner fra Björk", Politiken (6/6)
- "Træt af pis", Berlingske(5/6)
- Jyllands-Posten(3/6) (Webside ikke længere tilgængelig)
- dr.dk